# کسی ارابه‌ران
کسی ارابه‌ران یک ستاره است که در صورت فلکی ارابه‌ران قرار دارد.